# Replikationskrisen
Replikationskrisen är en metodologisk kris inom delar av samhällsvetenskap och livsvetenskap som började uppmärksammas i början av 2010-talet. Inom berörda ämnesområden har forskare kunnat konstaterat att forskningsresultat i många publicerade vetenskapliga studier har visat sig vara svåra eller omöjliga att reproducera vid ett senare tillfälle, antingen av andra forskare eller av de ursprungliga forskarna. Begreppet replikationskris (replication crisis) skapades i början av 2010-talet för att beskriva detta fenomen, men fenomenet fanns observerat flera år tidigare.
Eftersom reproducerbarhet hos experiment är en väsentlig del av den vetenskapliga metoden, kan svårigheterna att reproducera andra forskares resultat få allvarliga följder. Detta gäller särskilt för ämnesområden där betydelsefulla teorier grundar sig på icke reproducerbara experiment.
Replikationskrisen uppmärksammades inledningsvis inom psykologin, och särskilt socialpsykologin, samt inom det medicinska området, bland annat avseende effekten av vissa typer av psykofarmaka. Senare har fenomenet uppmärksammats även inom nationalekonomi.

## Koppling till statistiska metoder
Det som mer specifikt hamnat under kritik är den frekventistiska metoden med nollhypotesprövning och bedömning av signifikans för verifiering av forskningsresultat. Exempel på denna brist av reproducerbarhet visade Ziliak och McCloskey (2008) när de granskade 369 artiklar inom ekonomisk forskning. Ziliak och McCloskeys resultat visade att endast cirka ett av fyra resultat stämde med det som presenterades i artiklarna. Det har framhållits att bristande pålitlighet i forskningsresultat inte enbart är ett problem för att uppnå inomvetenskapliga framsteg utan också kan leda till felaktiga råd till beslutsfattare.

## Koppling till positivt prediktivt värde (PPV)
Det positiva prediktiva värdet (PPV) definieras som sannolikheten att en studie är sann givet att den publicerats. PPV är ett statistikt härlett uttryck myntat av John Ioannidis och baseras på Bayesiansk statistik. Genom att studera PPV inom olika fält kan en uppskattning av graden av falska studier och därmed ej upprepbara studier uppskattas.

## Koppling till p-värdefördelning
P-värdets fördelning är den fördelning av observerade studiers p-värden inom en forskningsfråga. Genom att studera en forskningsfråga och grafiskt illustrera samtliga p-värden av studier inom frågan kan olika fördelningar observeras som följd av teoretisk sanningsnivå av det studerade sambandet. Vad som kan noteras är att forskningsfrågor som studerar falska samband tenderar att få likformigt fördelade p-värden medan forskningsfrågor som studerar sanna samband får en högerskev distribution av p-värden.